# مرشدات اليابان
مرشدات اليابان هي المنظمة الإرشادية الوطنية في اليابان. تأسست المنظمة في عام 1919 وأصبحت عضوا في الرابطة العالمية للمرشدات وفتيات الكشافة في عام 1952. المنظمة للفتيات فقط وتحوي 33،593 عضوا (اعتبارا من عام 2014).